# オーエン・リチャードソン
オーエン・リチャードソン（Owen Willans Richardson、1879年4月26日 - 1959年2月15日）はイギリスの物理学者である。1928年熱電子現象の研究によりノーベル物理学賞を受賞している。
ヨークシャーのデューズベリー生まれ。ケンブリッジ大学のトリニティ・カレッジで学び、1906年から1913年までプリンストン大学の教授を務めた。その後イギリスに戻り、1914年から1944年までキングス・カレッジ・ロンドンの教授を務めた。1913年王立協会フェロー選出。同協会から1920年ヒューズ・メダル、1930年ロイヤル・メダル受賞。

## リチャードソン＝ダッシュマンの式
リチャードソン＝ダッシュマンの式は、金属の熱電子放出（エジソン効果）による電流密度 J (A/m2)を、温度の関数として表した理論式であり、以下の形をとる。
{\displaystyle J=AT^{2}e^{-W \over kT}}
ここに、熱電子を放出する金属の 仕事関数 をW、絶対温度をT としている。k はボルツマン定数である。係数A は、リチャードソン定数と呼ばれる物理量定数であり、次式で定義される。
{\displaystyle A={4\pi mk^{2}e \over h^{3}}=1.20173\times 10^{6}\ {[\mathrm {A/m^{2}K^{2}} ]}}
m は電子質量、e は電気素量、 h は プランク定数である。リチャードソン＝ダッシュマンの式は、温度に対する2乗の変化に、（アレニウスの式に登場する）ボルツマン因子が乗ぜられた関数であることを示している。

## 参照
- Owen Willans Richardson - Biographical